# Palicourea pustulata
Palicourea pustulata är en måreväxtart som beskrevs av Julian Alfred Steyermark. Palicourea pustulata ingår i släktet Palicourea och familjen måreväxter. Inga underarter finns listade i Catalogue of Life.